# Pisces Iscariot
Pisces Iscariot – kompilacja stron B, dem i niewykorzystanych piosenek grupy The Smashing Pumpkins, wydana przez Virgin Records 4 października 1994. Znalazła się ona wyżej na liście Billboardu niż poprzedni album grupy, Siamese Dream, zajmując na niej czwarte miejsce. Do dziś w USA sprzedano około 1,3 miliona egzemplarzy albumu.

## Lista utworów
1. „Soothe” (strona B singla „Disarm”) – 2:36
2. „Frail and Bedazzled” (odrzut z Siamese Dream) – 3:17
3. „Plume” (strona B wydania singla „I Am One” z 1992 roku) – 3:37
4. „Whir” (odrzut z Siamese Dream) – 4:10
5. „Blew Away” (strona B singla „Disarm”) – 3:32
6. „Pissant” (wcześniej jako „Hikari Express” w japońskim wydaniu Siamese Dream) – 2:31
7. „Hello Kitty Kat” (strona B singla „Today”) – 4:32
8. „Obscured” (odrzut z Gish, strona B singla „Today”) – 5:22
9. „Landslide” (cover utworu grupy Fleetwood Mac, strona B singla „Disarm”) – 3:10
10. „Starla” (strona B wydania singla „I Am One” z 1992 roku) – 11:01
11. „Blue” (wydany na EPce Lull) – 3:19
12. „Girl Named Sandoz” (cover utworu grupy The Animals, wydany na EPce Peel Sessions – 3:34
13. „La Dolly Vita” (strona B singla „Tristessa”) – 4:16
14. „Spaced” (odrzut z Siamese Dream) – 2:24

## Pozycje na listach

### Album
| Rok  | Notowanie         | Pozycja |
| ---- | ----------------- | ------- |
| 1994 | The Billboard 200 | 4       |

### Single
| Rok  | Singel      | Notowanie          | Pozycja |
| ---- | ----------- | ------------------ | ------- |
| 1994 | „Landslide” | Modern Rock Tracks | 3       |

## Twórcy
- Billy Corgan – wokal, gitara
- James Iha – gitara, wokal
- D’arcy Wretzky – gitara basowa
- Jimmy Chamberlin – perkusja